# Ian Duncan (Schauspieler, 1975)
Ian Duncan (* 24. Januar 1975 in Johannesburg, Südafrika) ist ein südafrikanischer Filmschauspieler.
Duncan gab sein Filmdebüt 1999 in der Rolle des Apostels Johannes in der Bibelverfilmung „Die Bibel – Jesus“.
Weitere markante TV-Rollen waren unter anderem in „Die Nebel von Avalon“ (2001), „Die Bibel – Die Apokalypse“ (2002) und „Julius Caesar“, ebenfalls 2002 produziert. Auch stand Duncan in einer Episode der Fernsehserie „Adventure, Inc.“ vor der Filmkamera.
2006 – zum 100. Jahrestag des Ereignisses – kam der Film „The Big One – Das große Beben von San Francisco“ ins US-amerikanische Fernsehen. Duncan verkörpert darin William Stehr.

## Filmografie (Auswahl)
- 2002: Die Bibel – Apokalypse (San Giovanni - L'apocalisse)